# Anathallis
Anathallis é um género botânico pertencente à família das orquídeas (Orchidaceae). O gênero Anathallis foi proposto por João Barbosa Rodrigues, em 1877, publicado em Genera et Species Orchidearum Novarum 1: 23. Garay designou como seu lectótipo a Anathallis fasciculata descrita por Barbosa Rodrigues, em Orquideología 9: 122, geralmente considerada sinônimo da Anathallis obovata.

## Etimologia
O nome vem do grego anathallos, que significa desprovido de ramificações.

## Sinônimos
- Pleurothallis subgen. Acuminatia Luer, Monogr. Syst. Bot. Missouri Bot. Gard., 76: 98. 1999.
- Pleurothallis sect. Acuminatae Lindley, Folia Orchidacea. Pleurothallis 32. 1859.
- Pleurothallis sect. Anathallis (Barb. Rodr.) Cogn., Fl. Bras. 3(4): 380. 1896.
- Pleurothallis sect. Margaritifera Schltr., Notizbl. Bot. Gart. Berlin-Dahlem 7: 272. 1918.

## Histórico
Desde que Barbosa Rodrigues estabeleceu este gênero, Anathallis foi sempre ignorado pelos taxonomistas, que considerando Pleurothallis um gênero por demais confuso e com muitas espécies intermediárias, sempre preferiram juntar todas as espécies em um grande gênero que poderia abrigar espécies das morfologias mais variadas, sem assim incorrer em risco de engano.
Assim permaneceu esquecido este gênero durante mais de 110 anos até que Fábio de Barros publicou uma pequena revisão de poucas espécies brasileiras sugerindo que estariam melhor classifcadas agrupadas em um gênero com características morfológicas mais definidas. Em 2001 apareceram os primeiros trabalhos sobre a filogenia de Pleurothallis, reforçando esta proposta. Assim, em 2001 Pridgeon e Chase não só fizeram a transferência das espécies de todas as espécies anteriormente classificadas no subgênero Acuminatia e também das seções Acuminatae, Anathallis e Margaritifera, como também ampliaram a definição deste gênero, para abrigar adicionalmente as cerca de sessenta espécies correspondentes à seção Muscosae de Specklinia.
Em 2006 Luer afirmou que, por se tratarem de espécies morfologicamente muito distintas destas acreditava que formariam um grupo diferenciado ao lado de Anathallis, e que esta seção estaria melhor como gênero à parte, propondo então o gênero Panmorphia para estas espécies.
Até o presente momento, nem Luer, nem Pridgeon & Chase estudaram em detalhes as espécies brasileiras e muitas plantas que devem pertencer a este gênero ainda não foram esclarecidas, permanecendo esquecidas em Pleurothallis à espera de estudo mais profundo.
Os limites entre Anathallis e Panmorphia ainda não estão muito bem estabelecidos e assistimos a mudanças constantes de espécies de um gênero para o outro com também uma constante transferência de espécies que estavam classificadas como Pleurothallis e agora foram esclarecidas e subordinadas a um dos dois gêneros.
A publicação mais recente que aborda este assunto é de Luer assim aqui baseamo-nos nela para dividir as espécies, ressaltando entretanto que mais mudanças são esperadas conforme o estudo dessas espécies avance. Doravante tratamos de Anathallis conforme seu conceito estrito ou seja o subgênero Acuminatia de Pleurothallis. As espécies restantes vem aqui por classificadas como Panmorphia até que se chegue ao consenso.

## Distribuição
Tratando então de Anathallis conforme concebida por Barbosa Rodrigues, é um gênero bem definido, com cerca de oitenta espécies distribuídas do México ao sul do Brasil, normalmente vivendo em de florestas sombrias ou abertas, úmidas ou mais secas. Umas quarenta espécies referidas para o Brasil.

## Descrição
Algumas espécies são muito variáveis e confundem-se com espécies parecidas, outras são bastante diferenciadas, pouco variáveis e fáceis de identificar. Em regra são epífitas, de crescimento cespitoso ou levemente reptante.
São plantas de caule monofoliado ereto, pelo menos tão longo quanto as folhas, excetuadas uma poucas espécies menores, de transição com Panmorphia, cuja constituição é mais delicada. As folhas são coriáceas, mais ou menos elípticas, algumas vezes alongadas. Apresentam uma ou várias inflorescências por ramicaule, sempre brotanto de seu ápice, junto à base da folha, eretas ou arqueadas, curtas ou alongadas, com muitas flores que abrem simultaneamente.
As sépalas das flores em regra são livres, ou seja, as sépalas laterais não formam sinsépala e são todas aproximadamente iguais, geralmente pouco até muito acuminadas, com pétalas bem menores que as sépalas. O labelo é oblongo ou elíptico, levemente côncavo no meio, entre dois calos paralelos ou margens levantadas perto da base, aos lados da coluna, delicadamente pendurado ao bem desenvolvido pé da coluna, que é alongada, algumas vezes alada ou auriculada, apresentando antera ventral e duas polínias.
Segundo Luer divide-se em duas seções: 
- A maior delas é a Seção Acuminatae Lindley, caracterizada por flores com sépalas internamente pubescentes, de pétalas obtusas e coluna alongada com ou sem asas estreitas.
- A outra seção, Alatae Luer, que apresenta número bem menor de espécies, caracteriza-se por apresentar flores de sépalas glabras, pétalas acuminadas, e coluna com marcadas asas retangulares.

Em Orchidaceae Brasilienses, Pabst & Dungs, caracterizam as espécies brasileiras deste gênero por apresentarem uma linha de calosidades ou papilas enfileiradas longitudinalmente no centro do labelo. Esta característica não é citada por Luer ao tratar de Anathallis, talvez porque seja algo que principalmente as espécies do Brasil apresentam. No entanto, baseando-se nisto, Pabst atribuiu diversas espécies a este gênero as quais não encaixam bem na definição apresentada por Luer. Destoam principalmente por serem muito menores, mais delicadas e apresentarem poucas flores. Além disso, outras espécies que Pabst situa em outros grupos Luer subordina a Specklinia e Chase a Anathallis, ou nenhum dos dois publicou revisão sobre elas.

## Filogenia
Quanto à sua filogenia, em 2001, Chase et al., publicaram no American Journal of Botany um estudo preliminar sobre Pleurothallidinae. Segundo os resultados encontrados, este gênero, pertence ao quarto grande clado de gêneros da subtribo, separado das outras Pleurothallis. Entre o terceiro grande grupo, representado dentre outros pelo gênero Acianthera, e o quinto grande grupo, do qual os mais conhecidos representantes são Stelis e Pleurothallis.
A partir desse estudo aprendemos que as relações internas deste grupo, apesar de ainda não completamente esclarecidas pois há algumas espécies divergentes que aqui desconsideramos, vem na seguinte ordem: Em primeiro lugar Zootrophion, seguido por Lepanthopsis e Lepanthes, os dois formando um subgrupo, depois o gênero Frondaria, isolada, então Anathallis e o então Panmorphia, formando outro subgrupo, e finalmente Trichosalpinx.
Segundo os autores, a despeito de grande diversidade morfológica, algumas características fisiológicas na estrutura química e molecular das folhas são compartilhadas pela maioria desses gêneros.

## Espécies
1. Anathallis acuminata (Kunth) Pridgeon & M.W.Chase, Lindleyana 16: 247 (2001).
2. Anathallis anderssonii (Luer) Pridgeon & M.W.Chase, Lindleyana 16: 247 (2001).
3. Anathallis angustilabia (Schltr.) Pridgeon & M.W.Chase, Lindleyana 16: 247 (2001).
4. Anathallis ariasii (Luer & Hirtz) Pridgeon & M.W.Chase, Lindleyana 16: 247 (2001).
5. Anathallis aristulata (Lindl.) Luer, Monogr. Syst. Bot. Missouri Bot. Gard. 112: 118 (2007).
6. Anathallis attenuata (Rolfe) Pridgeon & M.W.Chase, Lindleyana 16: 247 (2001).
7. Anathallis bleyensis (Pabst) F.Barros, Hoehnea 30: 187 (2003).
8. Anathallis bolsanelloi Chiron & V.P. Castro, Richardiana 09: 4 (2009).
9. Anathallis carnosifolia (C.Schweinf.) Pridgeon & M.W.Chase, Lindleyana 16: 248 (2001).
10. Anathallis carvalhoi (Luer & Toscano) Luer, Monogr. Syst. Bot. Missouri Bot. Gard. 112: 118 (2007).
11. Anathallis concinna (Luer & R.Vásquez) Pridgeon & M.W.Chase, Lindleyana 16: 248 (2001).
12. Anathallis coripatae (Luer & R.Vásquez) Pridgeon & M.W.Chase, Lindleyana 16: 248 (2001).
13. Anathallis crebrifolia (Barb.Rodr.) Luer, Monogr. Syst. Bot. Missouri Bot. Gard. 112: 118 (2007).
14. Anathallis dimidia (Luer) Pridgeon & M.W.Chase, Lindleyana 16: 248 (2001).
15. Anathallis dolichopus (Schltr.) Pridgeon & M.W.Chase, Lindleyana 16: 248 (2001).
16. Anathallis dryadum (Schltr.) F.Barros, Orchid Memories: 10 (2004).
17. Anathallis ferdinandiana (Barb.Rodr.) F.Barros, Hoehnea 30: 187 (2003).
18. Anathallis fernandiana (Hoehne) F.Barros, Hoehnea 30: 187 (2003).
19. Anathallis flammea (Barb.Rodr.) F.Barros, Hoehnea 30: 187 (2003).
20. Anathallis gert-hatschbachii (Hoehne) Pridgeon & M.W.Chase, Lindleyana 16: 248 (2001).
21. Anathallis gracilenta (Luer & R.Vásquez) Pridgeon & M.W.Chase, Lindleyana 16: 248 (2001).
22. Anathallis graveolens (Pabst) F.Barros, Bradea 11: 30 (2006).
23. Anathallis guarujaensis (Hoehne) F.Barros, Hoehnea 30: 187 (2003).
24. Anathallis heterophylla Barb.Rodr., Gen. Spec. Orchid. 2: 74 (1881).
25. Anathallis imbricata (Barb.Rodr.) F.Barros & F.Pinheiro, Bradea 8: 329 (2002).
26. Anathallis jesupiorum (Luer & Hirtz) Pridgeon & M.W.Chase, Lindleyana 16: 249 (2001).
27. Anathallis jordanensis (Hoehne) F.Barros, Hoehnea 30: 189 (2003).
28. Anathallis lagarophyta (Luer) Pridgeon & M.W.Chase, Lindleyana 16: 249 (2001).
29. Anathallis lichenophila (Porto & Brade) Luer, Monogr. Syst. Bot. Missouri Bot. Gard. 112: 118 (2007).
30. Anathallis linearifolia (Cogn.) Pridgeon & M.W.Chase, Lindleyana 16: 249 (2001).
31. Anathallis maguirei (Luer) Pridgeon & M.W.Chase, Lindleyana 16: 249 (2001).
32. Anathallis malmeana (Dutra ex Pabst) Pridgeon & M.W.Chase, Lindleyana 16: 249 (2001).
33. Anathallis mediocarinata (C.Schweinf.) Pridgeon & M.W.Chase, Lindleyana 16: 249 (2001).
34. Anathallis meridana (Rchb.f.) Pridgeon & M.W.Chase, Lindleyana 16: 249 (2001).
35. Anathallis microgemma (Schltr. ex Hoehne) Pridgeon & M.W.Chase, Lindleyana 16: 249 (2001).
36. Anathallis microphyta (Barb.Rodr.) C.O.Azevedo & Van den Berg, Kew Bull. 60: 137 (2005).
37. Anathallis miguelii (Schltr.) Pridgeon & M.W.Chase, Lindleyana 16: 249 (2001).
38. Anathallis modesta (Barb.Rodr.) Pridgeon & M.W.Chase, Lindleyana 16: 249 (2001).
39. Anathallis montipelladensis (Hoehne) F.Barros, Bradea 8: 295 (2002).
40. Anathallis nectarifera Barb.Rodr., Gen. Spec. Orchid. 2: 74 (1881).
41. Anathallis obovata (Lindl.) Pridgeon & M.W.Chase, Lindleyana 16: 250 (2001).
42. Anathallis ourobranquensis Campacci & Menini, Bol. CAOB 60: 123 (2005 publ. 2006).
43. Anathallis pabstii (Garay) Pridgeon & M.W.Chase, Lindleyana 16: 250 (2001).
44. Anathallis papuligera (Schltr.) Pridgeon & M.W.Chase, Lindleyana 16: 250 (2001).
45. Anathallis petersiana (Schltr.) Pridgeon & M.W.Chase, Lindleyana 16: 250 (2001).
46. Anathallis piratiningana (Hoehne) F.Barros, Hoehnea 30: 190 (2003).
47. Anathallis platystylis (Schltr.) Pridgeon & M.W.Chase, Lindleyana 16: 250 (2001).
48. Anathallis pubipetala (Hoehne) Pridgeon & M.W.Chase, Lindleyana 16: 250 (2001).
49. Anathallis pusilla (Barb.Rodr.) F.Barros, Hoehnea 30: 190 (2003).
50. Anathallis puttemansii (Hoehne) F.Barros, Hoehnea 30: 190 (2003).
51. Anathallis radialis (Porto & Brade) Pridgeon & M.W.Chase, Lindleyana 16: 250 (2001).
52. Anathallis ramulosa (Lindl.) Pridgeon & M.W.Chase, Lindleyana 16: 250 (2001).
53. Anathallis reedii (Luer) Luer, Monogr. Syst. Bot. Missouri Bot. Gard. 112: 118 (2007).
54. Anathallis regalis (Luer) Pridgeon & M.W.Chase, Lindleyana 16: 250 (2001).
55. Anathallis rubens (Lindl.) Pridgeon & M.W.Chase, Lindleyana 16: 250 (2001).
56. Anathallis scariosa (Lex.) Pridgeon & M.W.Chase, Lindleyana 16: 250 (2001).
57. Anathallis schlimii (Luer) Pridgeon & M.W.Chase, Lindleyana 16: 250 (2001).
58. Anathallis sclerophylla (Lindl.) Pridgeon & M.W.Chase, Lindleyana 16: 250 (2001).
59. Anathallis simpliciglossa (Loefgr.) Pridgeon & M.W.Chase, Lindleyana 16: 250 (2001).
60. Anathallis smaragdina (Luer) Pridgeon & M.W.Chase, Lindleyana 16: 250 (2001).
61. Anathallis soratana (Rchb.f.) Pridgeon & M.W.Chase, Lindleyana 16: 250 (2001).
62. Anathallis sororcula (Schltr.) Luer, Monogr. Syst. Bot. Missouri Bot. Gard. 112: 118 (2007).
63. Anathallis spannageliana (Hoehne) Pridgeon & M.W.Chase, Lindleyana 16: 250 (2001).
64. Anathallis spathilabia (Schltr.) Pridgeon & M.W.Chase, Lindleyana 16: 251 (2001).
65. Anathallis spathuliformis (Luer & R.Vásquez) Pridgeon & M.W.Chase, Lindleyana 16: 251 (2001).
66. Anathallis stenophylla (F.Lehm. & Kraenzl.) Pridgeon & M.W.Chase, Lindleyana 16: 251 (2001).
67. Anathallis subnulla (Luer & Toscano) F.Barros, Bradea 11: 31 (2006).
68. Anathallis trullilabia (Pabst) F.Barros, Bradea 11: 31 (2006).
69. Anathallis unduavica (Luer & R.Vásquez) Pridgeon & M.W.Chase, Lindleyana 16: 251 (2001).
70. Anathallis vasquezii (Luer) Pridgeon & M.W.Chase, Lindleyana 16: 251 (2001).
71. Anathallis vestita (Kraenzl.) Pridgeon & M.W.Chase, Lindleyana 16: 251 (2001).
72. Anathallis ypirangae (Kraenzl.) Pridgeon & M.W.Chase, Lindleyana 16: 251 (2001).